# Hyophila lindigii
Hyophila lindigii är en bladmossart som beskrevs av Georg Ernst Ludwig Hampe 1865. Hyophila lindigii ingår i släktet Hyophila och familjen Pottiaceae. Inga underarter finns listade i Catalogue of Life.